# Reffuveille
Reffuveille település Franciaországban, Manche megyében. Lakosainak száma 537 fő (2022. január 1.). Reffuveille Brécey, La Chapelle-Urée, Les Cresnays, Le Grand-Celland, Isigny-le-Buat, Le Mesnil-Adelée, Le Mesnillard és Juvigny les Vallées községekkel határos.

## Népesség
A település népessége az elmúlt években az alábbi módon változott:
| Lakosok száma | 842  | 579  | 534  | 473  | 494  | 501  | 509  | 513  | 512  | 537  |
|               | 1968 | 1982 | 1990 | 2006 | 2013 | 2015 | 2017 | 2019 | 2020 | 2022 |